# 航空図

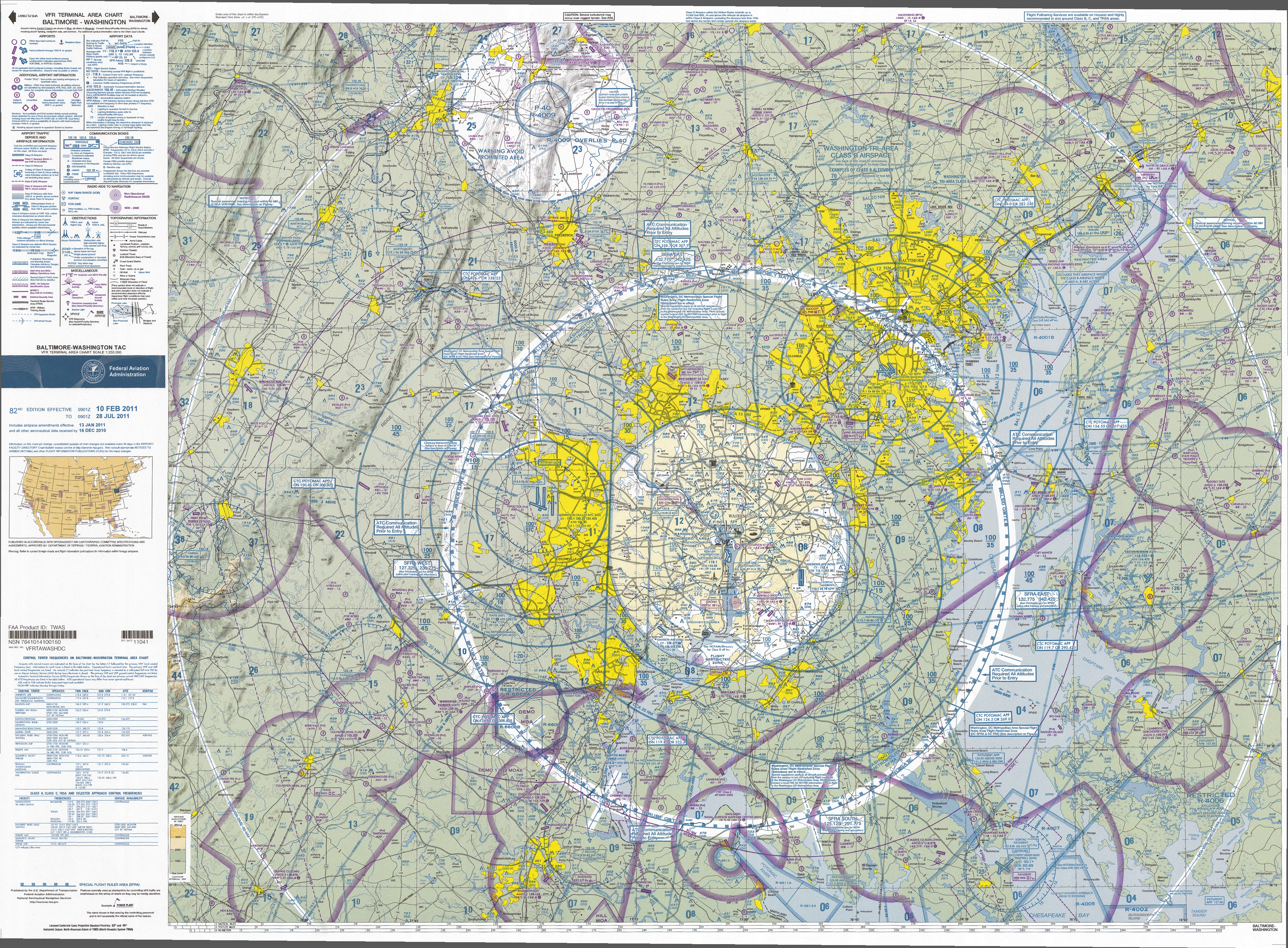
ボルチモア・ワシントン国際空港の区分航空図

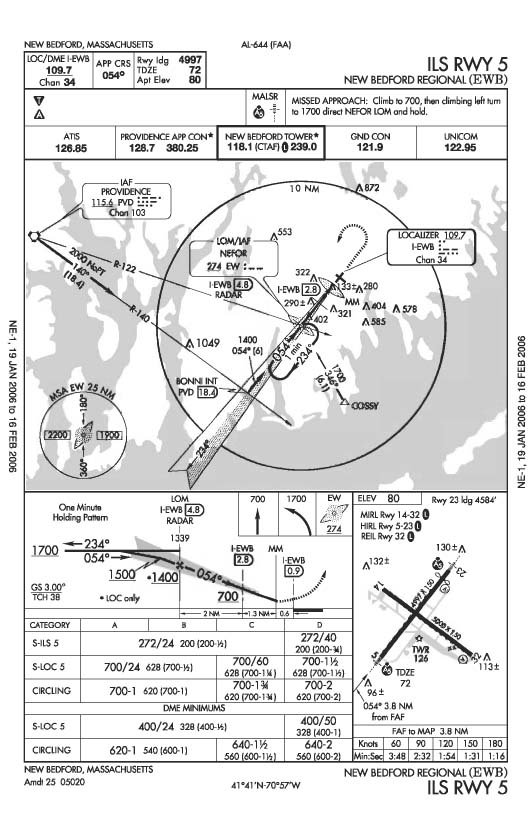
飛行場ごとの着陸図　マサチューセッツ州ニューベッドフォード地域空港のページ

航空図（英語: Aeronautical chart）とは、航空機の航行のために作成された空の地図である。

## 概要
航空図には、航空機の運航計画や運航中の針路把握など航空機運用の際に必要となる、以下のような地理情報やその他の必要な情報を掲載している。
- 飛行場に関する情報（標高、滑走路長、進入路、照明や舗装の有無など）
- 航空路、航空管制（使用する無線周波数）、制限空域などに関する情報
- 障害物、当該区域の最高標高、航空灯台、地磁気方位など、飛行において特に重要な地理情報
- 基図として、および有視界飛行の手段として必要な地形、海岸線、都市などの情報

着陸図、飛行場図、無線航法図など、目的を絞って特定情報だけ強調した図もある。
航空図も海図同様に、安全な航行のための情報更新が頻繁になされている。
また法的に「飛行の区間、飛行の方式その他飛行の特性に応じて適切な航空図」は航空機に備え付けなければならない書類の一つである。現在、航法の自動化が進み、航空図の電子化も相まって紙の航空図を電子化が急速に進みつつある。民間航空でもEFB（エレクトロニック・フライト・バッグ）の運航乗務員への配布が始まり、一部の航空会社では運航マニュアルの電子化すでにコックピット内の航法システムには電子航空図が組み込まれているが、パイロットが携帯するフライトバック内のバインダー形式の「Air Manual」の電子化が進みつつある。2014年、アメリカ連邦航空局（FAA）による紙媒体に代わる書類として追加型式証明(STC)されている。

## 図法
初期には海図の様式をそのまま適用してメルカトル図法を用いることもあったが、現在ではランベルト正角円錐図法が主流となっており、「ランベルト航空図」の名称も使われる。一部に地形図等を流用している図や赤道近辺では横メルカトル図法などが見られる。また北極点付近等ではポーラーステレオ投影図法が用いられることもある。

## 作成発行者
国の機関では、歴史的に海図作成機関が航空図も作成する場合が多い。日本では海上保安庁海洋情報部が発行している。飛行場の詳細な情報を掲載した着陸図などは国土交通省航空局が発行している。アメリカでも当初は政府沿岸測地測量局（現在のアメリカ海洋大気庁海洋業務局沿岸測量部）が航空図を発行していたが、現在は連邦航空局に移管されている。
航空という性格上、外国の情報を必要とする事も多く、国際民間航空機関が中心となって標準化により情報の共有を進めている。そのひとつが100万分の1国際航空図 (World Aeronautical Chart) である。他にもICAOは国際民間航空図が国際条約（シカゴ条約、1947年）が定める付属文書４（Annex4）で定める国際基準及び勧告方式（International Standard and Recommended Practices）によって航空図類の整備を加盟各国に求めている。ICAOが定める航空図は加盟各国の航空局が発行する航空路誌：AIP（Aeronautical Information Publication）にはWACなどの多色刷りの航空図を除いた図が閲覧できる。日本ではAIS JapanのWebサイトからAIPを登録の上、ダウンロードできる。
一方で、軍や国防省の組織が作成に関与する事も多かった。アメリカ国防総省地図局（現在の地球空間情報局）も世界統一規格と呼べる航空図シリーズを発行していた。
公益法人や民間での航空図刊行も多く、日本の日本航空機操縦士協会、アメリカのジェプセンなどがある。特にボーイングの配下にあるジェプセン社が全世界の航空情報を集約し独自に航空図を編集・出版して実際の民間の航空会社に有料で提供している（故に「ジェプセンチャート」と言えば航空図の代名詞である）。こうした民間の作成する航空図はあくまで政府の定める航空図の参考図として定められていたが、実際に民間の航空会社はジェプセン社の「Air Manual」を航法上の航空図として利用しており、前述の法的に備え付けるべき書類（航空図）として認められている。概要で触れた「Air Manual」の電子化も民間分野で急速に進み、ジェプセン社のエレクトロニック・フライト・バッグ（EFB）はすでにAirbus社のA380以降の最新鋭機やボーイング社のB787、一部のB777のコックピット内で航法計器との連携の標準化が進みつつある。